# Diecezja spiska

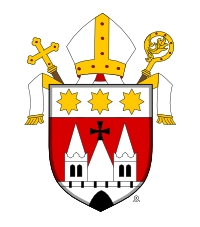
Herb diecezji

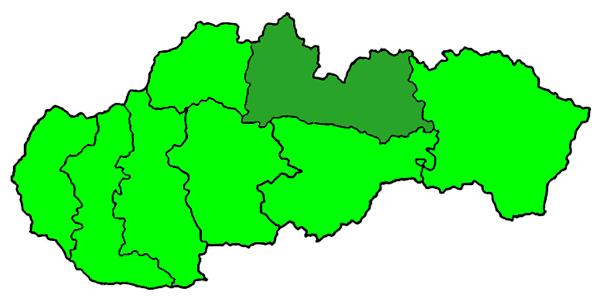
Diecezja spiska (zaznaczona na ciemno zielono)

Diecezja spiska (łac. Dioecesis Scepusiensis, słow. Spišská diecéza) słowacka rzymskokatolicka diecezja położona w północnej części kraju. Siedziba biskupa znajduje się w katedrze św. Marcina w Spiskim Podgrodziu.

## Historia
13 marca 1776 papież Pius VI dokonał reorganizacji struktury kościelnej na obszarze tzw. Górnych Węgier na podstawie bulli Romanus pontifex, ustanawiając trzy nowe diecezje: spiską, bańskobystrzycką i rożnawską, na obszarach wydzielonych z archidiecezji ostrzyhomskiej. Ich utworzenie było inicjatywą cesarzowej Marii Teresy, która uznała, że po przyłączeniu do cesarstwa ziem z I rozbioru Polski arcybiskupstwo ostrzyhomskie zajmuje za dużą powierzchnię, aby można było nim sprawnie zarządzać.
Po I wojnie światowej doszło do połączenia się Słowacji z Czechami w jedno wspólne państwo zwane Czechosłowacją, a w 1920 roku Polsce przydzielono część Orawy i Spiszu, gdzie funkcjonowało wówczas 18 parafii diecezji spiskiej:
- na Spiszu: Frydman, Jurgów, Kacwin, Krempachy, Łapsze Niżne, Łapsze Wyżne, Niedzica, Nowa Biała, Trybsz;
- na Orawie: Chyżne, Jabłonka, Lipnica Mała, Lipnica Wielka, Orawka, Piekielnik, Podszkle, Podwilk, Zubrzyca Górna;

W 1925 na mocy bulli papieża Piusa XI Vixdum Poloniae unitas podporządkowano je archidiecezji krakowskiej. Diecezja spiska pozostała sufraganią archidiecezji jagierskiej. Sytuacja ta miała miejsc do 1977 roku, kiedy to dokonano normalizacji stosunków państwo-Kościół. Papież Paweł VI przyłączył biskupstwo spiskie do nowo utworzonej metropolii słowackiej z siedzibą arcybiskupa metropolity w Trnawie. Ostatnia zmiana miała miejsce podczas pontyfikatu papieża Jana Pawła II, który dokonał zmiany granic diecezji oraz ustanowił ją sufraganią archidiecezji koszyckiej.

## Biskupi
- ordynariusz – bp František Trstenský
- biskup pomocniczy – bp Ján Kuboš
- emerytowany biskup pomocniczy – bp Andrej Imrich

## Dekanaty
Współcześnie diecezja dzieli się na 14 następujących dekanatów:
- Dekanat Dolný Kubín,
- Dekanat Kieżmark,
- Dekanat Lewocza,
- Dekanat Liptowski Mikułasz,
- Dekanat Namiestów,
- Dekanat Poprad,
- Dekanat Rużomberk,
- Dekanat Nowa Wieś Spiska
- Dekanat Stara Wieś Spiska
- Dekanat Spiskie Podgrodzie
- Dekanat Spišský Štiavnik,
- Dekanat Stara Lubowla,
- Dekanat Trzciana
- Dekanat Zakamienny Klin.

## Statystyki
| Rok  | Ludność | Rzymscy katolicy | Procent katolików | Parafie | Księża diecezjalni | Księża zakonni | Księża łącznie | Bracia zakonni | Siostry zakonne |
| ---- | ------- | ---------------- | ----------------- | ------- | ------------------ | -------------- | -------------- | -------------- | --------------- |
| 1949 | 324 780 | 306 931          | 94,5%             | 162     | 264                | 42             | 306            | 53             | 485             |
| 1969 | 479 005 | 392 594          | 82,0%             | 152     | 187                | ?              | 187            | ?              | 19              |
| 1980 | 504 841 | 411 137          | 81,4%             | 155     | 203                | 25             | 228            | 29             | 139             |
| 1990 | 546 413 | 439 392          | 80,4%             | 155     | 186                | 42             | 228            | 44             | 206             |
| 2000 | 585 432 | 435 894          | 74,5%             | 172     | 291                | 31             | 322            | 37             | 307             |
| 2002 | 584 667 | 441 554          | 75.5%             | 175     | 295                | 42             | 337            | 49             | 286             |